# Nueve RTV
Nueve Radiotelevisión es una empresa perteneciente al Grupo Las Arenas (propiedad del Grupo Hermanos Domínguez) que emite contenidos radiofónicos y televisivos para toda la provincia de Las Palmas a través de sus tres canales: Nueve TV (sin emisión), Nueve Radio y Las Arenas Radio.  Su sede central se encuentra en Gran Canaria, pero cuenta también con delegaciones en las islas de Fuerteventura y Lanzarote.
La emisora nació en 1999 bajo el nombre Las Arenas TV y en poco tiempo ya emitía para toda la provincia oriental canaria y la isla de La Palma (que abandonó en 2003, cediendo su emisión a Canal Ocho) Ese mismo año, cambia su denominación por Canal 9 Canarias.
En 2007, el canal asegura su continuidad actual en el panorama televisivo tras el apagón analógico, al obtener las 3 licencias TDT insulares a las que aspiraba en Gran Canaria, Fuerteventura y Lanzarote. El 15 de mayo de 2009 Canal 9 TV y Canal 9 radio pasan a denominarse Nueve TV y Nueve Radio respectivamente.
Nueve TV, ha conseguido ser la televisión local líder en audiencia en Canarias y la sexta a nivel nacional.